# Herbert Gelernter
Herbert Leo Gelernter (* 17. Dezember 1929 in Brooklyn, New York City; † 28. Mai 2015) war ein US-amerikanischer Physiker und Informatiker.

## Leben
Gelernter besuchte das Brooklyn College mit dem Bachelor-Abschluss 1951 und wurde 1956 an der University of Rochester in Kernphysik promoviert (The two-nucleon interaction at high energies and the Lévy-Potential). Danach war er ab 1956 Physiker bei IBM Research in New York, wo er 1958 bis 1960 in der Gruppe für Automatentheorie war. 1960/61 war er Gastwissenschaftler am CERN. 1964 bis 1966 war er bei IBM Research Manager der Forschungsgruppe Physik und Computeranwendungen. Ab 1966 war er Professor für Informatik an der State University of New York at Stony Brook (SUNY), an der er den Rest seiner Karriere blieb. 1972/73 war er am Weizmann-Institut.
Er befasst sich mit Computeranwendungen in Kernphysik (Online Datenaufnahme), Chemie und Biomedizin, mathematischer Biophysik und KI. Am SUNY entwickelte er ein Expertensystem für Synthese in der organischen Chemie (Synchem).
In den 1950er Jahren befasste er sich bei IBM mit Programmen für automatische Beweise in der Geometrie. Dafür entwickelte er mit Carl Gerberich bei IBM auf Rat von John McCarthy eine Fortran-Version zur Listenverarbeitung (FLPL). Sie spielte eine Rolle in der Vorgeschichte von Lisp. Mit diesen Arbeiten war er ein Pionier der Künstlichen Intelligenz.
Er war seit 1952 verheiratet und hat drei Kinder. Sein Sohn David Gelernter ist ebenfalls ein bekannter Informatiker.